# Микола Шевченко
Мико́ла Шевче́нко (порт. Nicolau Sevcenko; 1952, Сан-Вісенте — 13 серпня 2014, Сан-Паулу) — бразильський історик, професор університету, колумніст, письменник і перекладач українського походження.
Шевченко присвятив себе вивченню історії, з акцентом на бразильській культурі та соціальному розвитку міст Сан-Паулу та Ріо-де-Жанейро. Він закінчив Університет Сан-Паулу, де обіймав посаду професора історії культури, а також був членом Центру латиноамериканських культурних досліджень Кінгс-коледжу Лондонського університету. Він також був почесним професором Джорджтаунського університету, Університету Іллінойсу і Гарвардського університету.
Протягом кількох років він також був колумністом газети «Folha de S.Paulo».

## Життєпис

### Ранні роки й навчання
Народився в 1952 році в родині українців, що втекли від Радянсько-української війни, у Сан-Вісенте, на узбережжі штату Сан-Паулу. Він виріс у місті Сан-Паулу, у робітничому районі Віла-Пруденте з великою концентрацією слов'янського населення, поєднуючи роботу (з семи років збирав брухт) зі спортом і навчанням.
У 1975 році він закінчив курс історії на факультеті філософії, літератури та гуманітарних наук Університету Сан-Паулу. У 1981 році він захистив докторську дисертацію з соціальної історії на тему «Література як місія: соціальна напруженість і культурна творчість у Першій республіці». Також у 1990 році він захистив докторську дисертацію в Лондонському університеті.

### Кар'єра
Він викладав у таких університетах, як Папський католицький університет Сан-Паулу і Державний університет Кампінасу.
У 1985 році він став професором Університету Сан-Паулу, де працював до виходу на пенсію у 2012 році. З 2010 року був професором романських мов і літератур у Гарвардському університеті.
Він був видатним письменником, написав декілька публікацій з історіографії та працював колумністом у газеті Folha de S.Paulo.

### Смерть
Микола Шевченко помер у своєму будинку в районі Белензіньо в ніч проти 13 серпня 2014 року у віці 62 років внаслідок серцевого нападу.

## Особисте життя
Микола Шевченко був одружений з художницею Крістіною Карлетті. Дітей у пари не було.

## Відзнаки
У 1999 році він був одним із переможців премії Джабуті в категорії «Науки про людину» за книгу «História da Vida Privada no Brasil» (том 3 і 4), опубліковану видавництвом Companhia das Letras.

## Публікації
- Ana Maria Pacheco: gravuras, esculturas. Fundação Memorial da América Latina, 1995.[30]
- A Corrida Para o Século XXI — No loop da montanha-russa. Companhia das Letras, 2001.[31]
- Pindorama Revisitada — Cultura e Sociedade em Tempos de Virada. Fundação Peirópolis, 2000.[32][33]
- História da Vida Privada no Brasil, vol. 3 — República: da Belle Époque à Era do Rádio (organizador). Companhia das Letras, 1998.[34]
- Literatura como missão: tensões sociais e criação cultural na I República. São Paulo, Brasiliense, 4ª ed., 1995. Companhia das Letras, 2003.[35]
- O Renascimento. São Paulo/Campinas, Atual/Editora da Unicamp, 21ª ed., 1995.[36]
- Arte Moderna: os desencontros de dois continentes. São Paulo, Fundação Memorial da América Latina, Coleção Memo, Secretaria de Estado da Cultura, 1995.[30]
- Orfeu Extático na Metrópole — São Paulo nos Frementes Anos 20. Companhia das Letras, 1992.[37]
- Lewis Carrol — Alice no país das maravilhas (tradução). São Paulo, Scipione, 1986.[38]
- A Revolta da Vacina, mentes insanas em corpos rebeldes. São Paulo, Brasiliense, 1984; Scipione, 1993; Editora UNESP, 2018.[39]
- Robert Mandrou — Magistrados e feiticeiros na França do século XVII (tradução). São Paulo, Perspectiva, 1979.[40]